# Metoligotoma extorris
Metoligotoma extorris is een insectensoort uit de familie Australembiidae, die tot de orde webspinners (Embioptera) behoort. De soort komt voor in Australië.
Metoligotoma extorris is voor het eerst wetenschappelijk beschreven door Davis in 1936.